# Carolina de Meclemburgo-Strelitz
Carolina Mariana de Meclemburgo-Strelitz (Neustrelitz, 10 de janeiro de 1821 - Neustrelitz, 1 de junho de 1876) foi um membro da Casa de Meclemburgo-Strelitz que se tornou Princesa herdeira da Dinamarca através do seu casamento com o futuro rei Frederico VII da Dinamarca.

## Biografia
Carolina Carlota Mariana, Duquesa de Meclemburgo, nasceu em Neustrelitz, sendo filha de Jorge I de Meclemburgo-Strelitz, e da sua consorte, a princesa Maria de Hesse-Cassel. Casou-se com Sua Alteza Real, o Príncipe Herdeiro Frederico da Dinamarca, em Neustrelitz, no dia 10 de Junho de 1841. Na Dinamarca foi sempre conhecida como Princesa Mariana.
O casamento foi infeliz desde muito cedo, devido em grande parte ao mau feitio do príncipe, ao seu alcoolismo e conquista desenfreada de mulheres. A princesa Mariana, que era descrita como muito tímida e nervosa, não tinha a capacidade de acalmar o marido. Depois de uma visita aos pais, na Alemanha, em 1844, Mariana recusou-se a regressar à Dinamarca. O divorcio ficou concluído em 1846.
Após o divórcio, Carolina, que ficou com o seu título, viveu uma vida calma em Neustrelitz. Raramente falava do seu antigo marido, excepto quando tinha visitantes dinamarqueses aos quais dizia: "Ele era demasiado bizarro!"
Morreu tranquilamente em Neustrelitz em 1876.